# Braille albanés
El Braille albanés al igual que otros alfabetos braille con caracteres latinos, se basan en la signografía del braille internacional. La signografía del braille albanés se utiliza en Albania y Serbia. Se utilizan 36 signos para el alfabeto, 9 signos para la puntuación y 2 signos para el formato. Las normas para el braille albanés han sido establecidas por L’Institut des Enfants Aveugles (Instituto para niños ciegos), adoptado por el Ministerio de Educación y aprobado por el consejo de ministros en 1963.

## Alfabeto[1]
| Tinta | Braille | Tinta | Braille | Tinta | Braille | Tinta | Braille | Tinta | Braille | Tinta | Braille | Tinta | Braille | Tinta | Braille | Tinta | Braille |
| ----- | ------- | ----- | ------- | ----- | ------- | ----- | ------- | ----- | ------- | ----- | ------- | ----- | ------- | ----- | ------- | ----- | ------- |
| a     |         | b     |         | c     |         | ç     |         | d     |         | dh    |         | e     |         | ë     |         | f     |         |
| g     |         | gj    |         | h     |         | i     |         | j     |         | k     |         | l     |         | ll    |         | m     |         |
| n     |         | nj    |         | o     |         | p     |         | q     |         | r     |         | rr    |         | s     |         | sh    |         |
| t     |         | th    |         | u     |         | v     |         | x     |         | xh    |         | y     |         | z     |         | zh    |         |

## Puntuación
| Tinta | Braille | Tinta | Braille | Tinta | Braille | Tinta | Braille | Tinta | Braille | Tinta | Braille | Tinta | Braille | Tinta | Braille | Tinta | Braille |
| ----- | ------- | ----- | ------- | ----- | ------- | ----- | ------- | ----- | ------- | ----- | ------- | ----- | ------- | ----- | ------- | ----- | ------- |
| ,     |         | ;     |         | :     |         | .     |         | ?     |         | !     |         | ''    |         | "..." | ...     | (...) | ...     |

## Formato
| Tinta           | Braille | Tinta           | Braille |
| --------------- | ------- | --------------- | ------- |
| signo mayúscula |         | signo de número |         |